# Alan Anderson
Alan Anderson (Minneapolis, 16 de outubro de 1982) é um jogador norte-americano de basquete profissional que atualmente joga pelo Los Angeles Clippers, disputando a National Basketball Association (NBA). Não foi draftado em 2005.